# Jolie Nana
Singles de Aya Nakamura
40%
(2019) Doudou
(2020)
Clip vidéo
[vidéo] « Jolie Nana », sur YouTube
Jolie Nana est une chanson de la chanteuse franco-malienne Aya Nakamura. Elle est sortie le 17 juillet 2020 en tant que premier single de son troisième album Aya. Elle est écrite par Aya Nakamura, John Makabi, Isaac Luyindula et Julio Masidi, ce dernier a également produit la chanson.
C'est le troisième single d'Aya Nakamura à se classer à la première place du top français, après Djadja et Copines.

## Contexte et sortie
Après avoir aguiché le titre à travers les réseaux sociaux à partir du 10 juillet 2020,, Aya Nakamura sort Jolie Nana en single sur les plateformes de téléchargement et streaming les 16 et 17 juillet 2020,,.

## Clip vidéo
Le clip de la chanson, réalisé par Sébastien Tulard, est sorti le 17 juillet sur YouTube. Il a été tourné à Asnières-sur-Seine. Dans le clip, qui a été comparé à un court-métrage, apparaissent les actrices françaises Camille Lellouche et Karidja Touré,. Trois jours après sa sortie, le clip a obtenu plus de 3,9 millions de vues. En juillet 2024, le clip comptabilise plus de 64 millions de vues sur Youtube.

## Accueil commercial
Après sa sortie, le single obtient le succès sur les plateformes de streaming avec 3,5 millions d'écoutes totales en France et 6 millions d'écoutes, trois jours après sa sortie. 
Jolie Nana se classe également lors de sa première semaine à la première place du Top singles français. C'est le troisième single de la chanteuse à atteindre la première place du classement des singles français, après Djadja et Copines,. Il s'agit de son meilleur démarrage dans le pays : 3 963 119 streams premiums Spotify sont comptabilisés dès la première semaine en France. 
En Belgique, l'artiste atteint des classements hebdomadaires régionaux de Flandre (38e à l'Ultratip, sorte d'extension au classement général Ultratop 50) et de Wallonie (4e à l'Ultratop 50). Il s'agit du meilleur démarrage pour une chanson d'Aya Nakamura en Belgique francophone et de la meilleure place jamais atteinte pour un titre de la chanteuse. C'est également son troisième Top 10 là-bas depuis le début de sa carrière. La chanteuse se classe également dans les charts Urban des deux régions. La semaine suivante, le titre grimpe en atteignant la 39e place de l'Ultratop 50 en Flandre et la seconde en Wallonie. Il atteint respectivement la 7e et la 1ere place au classement Urban dans les deux régions.  
En Suisse, Jolie Nana se classe directement à la 4e place, devenant comme en Wallonie le meilleur démarrage de l'artiste et sa meilleure place jamais atteinte dans le pays. Le titre baisse d'un cran ensuite. 
Aux Pays-Bas, l'artiste signe le meilleur démarrage de sa carrière en atteignant la 83e place. Il s'agit de son meilleur score depuis Copines en septembre 2018. Deux semaines plus tard, le titre atteint la 44e position, meilleure place depuis Djadja en juillet 2018. Lors de sa cinquième semaine de présence, il se classe 20e. Ensuite, la chanson redescend de 3 places.  
Au Royaume-Uni, bien que le titre n'atteigne pas le classement général, il débute à la 8e place du tout premier classement Afrobeats Singles. Ce dernier regroupe le Top 20 des meilleures ventes de chansons de musique pop contemporaine afrobeats, aussi appelée afro-pop ou afro-fusion. Il est inauguré la semaine de la sortie de Jolie Nana (celle du 26 juillet au 1er août 2020). C'est la première fois qu'Aya Nakamura atteint un classement du Royaume-Uni. La semaine suivante, le titre monte à la 7e place. 
En Allemagne, Jolie Nana se classe dix-neuvième au Single Trending Chart, que l'on peut traduire par Classement des Tendances Singles, qui n'est pas le classement général allemand. C'est la deuxième chanson d'Aya Nakamura à atteindre un classement allemand depuis Djadja remixée en featuring avec Loredana. Plus tard, elle se positionne numéro 5.   

## Liste de titres
| 1. | Jolie Nana | Aya Nakamura, Julio Masidi, John Makabi, Isaac Luyindula | 2:27 |

## Classements et certifications
| Classement (2020)                        | Meilleure position |
| ---------------------------------------- | ------------------ |
| Allemagne (Single Trending Charts)       | 4                  |
| Belgique (Flandre Ultratop 50 Singles)   | 8                  |
| Belgique (Flandre Ultratop 50 Airplay)   | 9                  |
| Belgique (Flandre Ultratop R&B/Hip-Hop)  | 3                  |
| Belgique (Wallonie Ultratop 50 Singles)  | 2                  |
| Belgique (Wallonie Ultratop 50 Airplay)  | 39                 |
| Belgique (Wallonie Ultratop R&B/Hip-Hop) | 1                  |
| France (SNEP)                            | 1                  |
| France (SNEP Radio)                      | 8                  |
| France (SNEP Ventes)                     | 2                  |
| Global Excl. U.S. (Billboard)            | 148                |
| Pays-Bas (Single Top 100)                | 18                 |
| Pays-Bas (Nederlandse Top 40)            | 22                 |
| Royaume-Uni (UK Afrobeats Singles)       | 7                  |
| Suisse (Schweizer Hitparade)             | 4                  |
| Suisse (Charts Romandie)                 | 4                  |

| Classement (2020)            | Position |
| ---------------------------- | -------- |
| Belgique (Flandre Ultratop)  | 63       |
| Belgique (Wallonie Ultratop) | 62       |
| Suisse (Schweizer Hitparade) | 47       |

### Certifications
| Pays | Certification | Ventes certifiées |
| --- | ------------- | ----------------- |
| Belgique (BEA)                                                                                            | Platine       | 20 000*           |
| France (SNEP)                                                                                             | Diamant       | 333 333‡          |
| *Ventes selon la certification xNon précisé par la certification ‡ventes/streaming selon la certification |               |                   |

## Historique de sortie
| Pays/Région           | Date            | Format                    | Label            | Réf.  |
| --------------------- | --------------- | ------------------------- | ---------------- | ----- |
| France / Monde entier | 16 juillet 2020 | Téléchargement, streaming | Rec. 118, Warner | [ 1 ] |
| France / Monde entier | 17 juillet 2020 | Téléchargement, streaming | Rec. 118, Warner | ,     |